# 檜山郡
檜山郡（日语：／ Hiyama gun */?）為日本北海道檜山振興局的郡，位於檜山振興局南部。

## 轄區

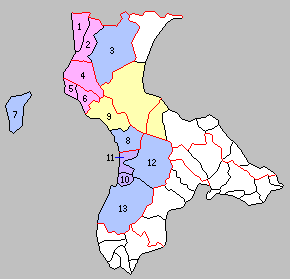
北海道一・二級町村制施行時檜山郡所属町村（10.江差町 11.泊村 12.厚泽部村 13.上之国村 紫：江差町）

轄區包含3町：
- 厚澤部町
- 江差町
- 上之國町

## 沿革
- 1869年8月15日：北海道設置11國86郡，渡島國檜山郡成立。
- 1897年11月：北海道實施支廳制，此時檜山郡下轄江差市街、五勝手村、泊村、田澤村、伏木戶村、柳崎村、鰔川村、小黑部村、俄虫村、赤沼村、土橋村、目名村、安野呂村、鶉村、館村、上之國村、木之子村、汐吹村、石崎村、小砂子村、大留村、北村。[1]（1市街21村）
- 1900年7月1日：江差市街、五勝手村合併改設江差町，並成為北海道一級町。[2]（1町20村）
- 1902年4月1日：上之國村、木之子村、汐吹村、石崎村、小砂子村、大留村、北村合併為上之國村，並成為北海道二級村。[3]（1町14村）
- 1906年4月1日：俄虫村、赤沼村、土橋村、目名村、安野呂村、鶉村、館村合併為厚澤部村，泊村、田澤村、伏木戶村、柳崎村、鰔川村、小黑部村合併为泊村，並同時成為北海道二級村。（1町3村）
- 1943年6月1日：北海道一級二級町村制廢止，上之國村、厚澤部村和泊村改為內務省指定村。
- 1946年10月5日：指定町村制廢止。
- 1955年2月11日：江差町和泊村合併為新設立的江差町。（1町2村）
- 1963年3月10日：厚澤部村改制為厚澤部町。（2町1村）
- 1967年3月1日：上之國村改制為上之國町。（3町）